# Дуброва (Брагинский район)
Дуброва (бел. Дубрава) — упразднённая деревня в Брагинском районе Гомельской области Беларуси. Входила в состав Маложинского сельсовета. После катастрофы на Чернобыльской АЭС и радиационного загрязнения жители переселены в чистые места.

## География

### Расположение
В 20 км на восток от Брагина, 46 км от железнодорожной станции Хойники (на ветке Василевичи — Хойники от линии Калинковичи — Гомель), 137 км от Гомеля.

### Гидрология
На западе мелиоративные каналы.

## Транспортная система
Транспортные связи по просёлочной, затем автомобильной дороге Комарин — Брагин.
Планировка состоит из 2 коротких улиц, близкой к широтной ориентации. Застройка деревянными домами усадебного типа.

## История
По письменным источникам известна с XIX века как деревня в Речицком уезде Минской губернии.
В 1931 году организован колхоз «Красный рог», работала кузница. В 1940 году. Во время Великой Отечественной войны в сентябре 1943 года фашисты полностью сожгли деревню и убили 1 жителя. В 1959 году входила в состав колхоза «XVIII партсъезд» (центр — деревня Кривча).
До 24 октября 2002 года в составе Кривченского сельсовета.
С 29 ноября 2005 года исключена из данных по учёту административно-территориальных и территориальных единиц.

## Население

### Численность
- 1980-е — жители переселены

### Динамика
- 1850 год — 22 двора, 153 жителя
- 1908 год — 30 дворов, 181 житель
- 1940 год — 41 двор
- 1959 год — 172 жителя (согласно переписи)
- 1980-е — жители переселены